# Boghești, Vrancea
Boghești este satul de reședință al comunei cu același nume din județul Vrancea, Moldova, România. Se află în partea de est a județului, în Colinele Tutovei.